# Red (film)
Red är en amerikansk actionkomedifilm från 2010 i regi av Robert Schwentke. 
Filmen hade biopremiär i Sverige den 19 november 2010 och släpptes på DVD och Blu-ray den 16 mars 2011 i Sverige. Filmen är tillåten från 11 år.

## Handling
Frank Moses (Bruce Willis), Joe Matheson (Morgan Freeman), Marvin Boggs (John Malkovich) och Victoria (Helen Mirren) var alla fyra en gång i tiden CIA:s bästa agenter, men de känner till hemligheter som utgör hot för organisationen, och det gör att de fyra är organisationens främsta mål. De blir efterlysta för mord och för att de ska ligga steget före sina förföljare måste de använda sig av sina gemensamma erfarenheter, list och samarbetsförmåga för att de ska överleva.

## Rollista i urval
- Bruce Willis - Frank Moses
- Mary-Louise Parker - Sarah Ross
- Morgan Freeman - Joe Matheson
- Helen Mirren - Victoria
- John Malkovich - Marvin Boggs
- Karl Urban - William Cooper
- Julian McMahon - Vice Presidenten Robert Stanton
- Ernest Borgnine - Henry
- Richard Dreyfuss - Alexander Dunning
- Brian Cox - Ivan Simanov
- James Remar - Gabriel Synger
- Rebecca Pidgeon - Cynthia Wilkes